# آندره-ژوزف دوبوا
آندره-ژوزف دوبوا (به فرانسوی: André-Joseph Dubois) نویسنده قرن بیستم میلادی اهل فرانسه است.